# Lathonura
Lathonura é um género de Macrothricidae.
O género foi descrito em 1853 por Lilljeborg.
Possui distribuição cosmopolita.
Espécies:
- Lathonura dorsispina Cosmovici, 1900[1]
- Lathonura ovalis Mahoon, Ghauri & Butt, 1986
- Lathonura rectirostris (O. F. Müller, 1785)